# Никола Зоев
Никола Зоев е български учител и общественик, деец на Върховния македоно-одрински комитет.

## Биография
Зоев учи в университета в Нанси, Франция от 1895 година. В 1898 – 1899 година е учител в Държавната търговска гимназия „Димитър х. Василев“ в Свищов. В 1901 година е избран за подпредседател на Русенското македоно-одринско дружество. На следната 1902 година работи в Търговската камара в Русе. От 1917 година е член на масонската ложа „Заря“.